# Fernando Moner
Fernando Daniel Moner (Mercedes, 30 dicembre 1967) è un ex calciatore argentino, di ruolo difensore.

## Carriera
Inizialmente incluso nella rosa del San Lorenzo, nel 1988 fu ingaggiato assieme ad altri giocatori connazionali nel club della All Nippon Airways, militante in Japan Soccer League. Dopo aver disputato tre stagioni da titolare, nel 1991 fu ceduto dall'Atlético Madrid senza tuttavia trovare spazio nella squadra principale: girato al club filiale, dopo un paio di stagioni fece ritorno alla squadra di provenienza, che nel frattempo era passata al professionismo sotto il nome di Yokohama Flügels.
Al termine della stagione 1994 Moner fece ritorno in Argentina, dove indossò la maglia di Atlético Tucumán, Platense, Unión, Huracán, per un totale di 137 presenze e 8 gol in massima serie. Concluse la carriera di calciatore nel 2003, dopo aver disputato 11 gare in due stagioni con lo Yokohama FC.